# 1974-es labdarúgó-világbajnokság-selejtező (UEFA – 4. csoport)
Az 1974-es labdarúgó-világbajnokság európai 4. selejtezőcsoportjának mérkőzéseit, és a csoport végeredményét tartalmazó lapja. A csoportban körmérkőzéses, oda-visszavágós rendszerben játszottak egymással a labdarúgó-válogatottak. A selejtezőket 1972. június 21. és 1973. november 13. között rendezték. A csoport győztese automatikus résztvevője lett az 1974-es labdarúgó-világbajnokságnak.
A csoportban Albánia, Finnország, az NDK és Románia szerepelt.
Az NDK jutott ki az 1974-es világbajnokságra.

## Tabella
| Hely. | Csapat     | M | Gy | D | V | G+ | G– | Gk  | P  | Továbbjutás                          |     | Német Demokratikus Köztársaság | Románia | Finnország | Albánia |
| ----- | ---------- | - | -- | - | - | -- | -- | --- | -- | ------------------------------------ | --- | ------------------------------ | ------- | ---------- | ------- |
| 1.    | NDK        | 6 | 5  | 0 | 1 | 18 | 3  | +15 | 10 | Kijutott az 1974-es világbajnokságra |     | —                              | 2–0     | 5–0        | 2–0     |
| 2.    | Románia    | 6 | 4  | 1 | 1 | 17 | 4  | +13 | 9  |                                      |     | 1–0                            | —       | 9–0        | 2–0     |
| 3.    | Finnország | 6 | 1  | 1 | 4 | 3  | 21 | −18 | 3  |                                      | 1–5 | 1–1                            | —       | 1–0        |         |
| 4.    | Albánia    | 6 | 1  | 0 | 5 | 3  | 13 | −10 | 2  |                                      | 1–4 | 1–4                            | 1–0     | —          |         |

## Mérkőzések
| 1972. június 21. |

| Finnország  | 1–0         | Albánia |
| ----------- | ----------- | ------- |
| Toivola 13' | Jegyzőkönyv |         |

| Olimpiai Stadion, Helsinki Nézőszám: 1431 Játékvezető: Bertil Lööw (svéd) |

| 1972. szeptember 20. |

| Finnország   | 1–1         | Románia        |
| ------------ | ----------- | -------------- |
| Rissanen 86' | Jegyzőkönyv | Nunweiller 52' |

| Olimpiai Stadion, Helsinki Nézőszám: 5519 Játékvezető: Stanisław Eksztajn (lengyel) |

| 1972. október 7. |

| NDK                                             | 5–0         | Finnország |
| ----------------------------------------------- | ----------- | ---------- |
| Kreische 26' Sparwasser 68' 86' Streich 70' 76' | Jegyzőkönyv |            |

| Dynamo Stadion, Drezda Nézőszám: 20 915 Játékvezető: Ljuben Raduncsev (bolgár) |

| 1972. október 29. |

| Románia                   | 2–0         | Albánia |
| ------------------------- | ----------- | ------- |
| Dobrin 38' Dembrószky 41' | Jegyzőkönyv |         |

| Augusztus 23. Stadion, Bukarest Nézőszám: 21 109 Játékvezető: Leonídasz Vamvakópulosz (görög) |

| 1973. április 8. |

| NDK                        | 2–0         | Albánia |
| -------------------------- | ----------- | ------- |
| Streich 62' Sparwasser 69' | Jegyzőkönyv |         |

| Ernst Grube Stadion, Magdeburg Nézőszám: 17 140 Játékvezető: Robert Héliès (francia) |

| 1973. május 6. |

| Albánia  | 1–4         | Románia                                                 |
| -------- | ----------- | ------------------------------------------------------- |
| Bizi 87' | Jegyzőkönyv | Dumitru 12' Dumitrache 25' 57' (11-esből) Țarălungă 72' |

| Qemal Stafa Stadion, Tirana Nézőszám: 18 409 Játékvezető: Marjan Rauš (jugoszláv) |

| 1973. május 27. |

| Románia        | 1–0         | NDK |
| -------------- | ----------- | --- |
| Dumitrache 53' | Jegyzőkönyv |     |

| Augusztus 23. Stadion, Bukarest Nézőszám: 45 685 Játékvezető: Erich Linemayr (osztrák) |

| 1973. június 6. |

| Finnország   | 1–5         | NDK                                            |
| ------------ | ----------- | ---------------------------------------------- |
| Manninen 88' | Jegyzőkönyv | Streich 7' 30' Löwe 44' Ducke 75' Kreische 83' |

| Ratina Stadion, Tampere Nézőszám: 6104 Játékvezető: Pavel Kazakov (szovjet) |

| 1973. szeptember 26. |

| NDK             | 2–0         | Románia |
| --------------- | ----------- | ------- |
| Bransch 42' 64' | Jegyzőkönyv |         |

| Zentralstadion, Lipcse, Nézőszám: 77 764 Játékvezető: Rudolf Scheurer (svájci) |

| 1973. október 10. |

| Albánia                | 1–0         | Finnország |
| ---------------------- | ----------- | ---------- |
| Rragami 25' (11-esből) | Jegyzőkönyv |            |

| Qemal Stafa Stadion, Tirana Nézőszám: 16 581 Játékvezető: Aurelio Angonese (olasz) |

| 1973. október 14. |

| Románia                                                                           | 9–0         | Finnország |
| --------------------------------------------------------------------------------- | ----------- | ---------- |
| Dumitru 6' Marcu 8' 42' Sandu 25' 65' Dumitrache 45' 63' Pantea 55' Georgescu 81' | Jegyzőkönyv |            |

| Augusztus 23. Stadion, Bukarest Nézőszám: 13 525 Játékvezető: Emsberger Gyula (magyar) |

| 1973. november 13. |

| Albánia   | 1–4         | NDK                                    |
| --------- | ----------- | -------------------------------------- |
| Gjika 15' | Jegyzőkönyv | Streich 5' 35' Löwe 62' Sparwasser 77' |

| Qemal Stafa Stadion, Tirana Nézőszám: 16 157 Játékvezető: Paul Bonett (máltai) |